# Championnat de Russie masculin de volley-ball
Le championnat de Russie de volley-ball succède au championnat d'URSS à partir de 1993. Cependant, une compétition nationale a également eu lieu dans chacun des pays membres de la CEI, ce qui explique la présence d'un champion national en 1992.

## Participants (2024-2025)
| Club                     | Ville             | Classement 2023-2024 | Salle (capacité)                    | Titres |
| ------------------------ | ----------------- | -------------------- | ----------------------------------- | ------ |
| Zenit Kazan              | Kazan             | 1er                  | Kazan Volleyball Centre 4 570       | 12     |
| Dynamo Moscou            | Moscou            | 2e                   | Dynamo Sports Palace (5 000)        | 4      |
| Belogorie Belgorod       | Belgorod          | 3e                   | Toula Arena (2 000)                 | 8      |
| Fakel Novy Ourengoï      | Novy Ourengoï     | 4e                   | Gazodobytchik (1 000)               | 0      |
| Lokomotiv Novossibirsk   | Novossibirsk      | 5e                   | SKK Sever (3 000)                   | 1      |
| Zénith Saint-Pétersbourg | Saint-Pétersbourg | 6e                   | Sibur Arena (7 000)                 | 0      |
| Kouzbass Kemerovo        | Kemerovo          | 7e                   | SRK Arena (2 000)                   | 1      |
| Ienisseï Krasnoïarsk     | Krasnoïarsk       | 8e                   | Dom Sporta Imeni M.Dvorkina (1 500) | 0      |
| Dinamo-LO                | Sosnovy Bor       | 9e                   | Halle Vyacheslav Platonov (2 500)   | 0      |
| Chakhtior Salihorsk      | Salihorsk         | 10e                  | Sports Palace Uruchye (?)           | 0      |
| NOVA Novokouïbychevsk    | Novokouïbychevsk  | 11e                  | Kompleks Oktan (2 000)              | 0      |
| Gazprom-Iourga Sourgout  | Sourgout          | 12e                  | Premier Arena (2 000)               | 0      |
| Oural Oufa               | Oufa              | 13e                  | SK Dynamo (1 000)                   | 0      |
| Neftyanik Orenbourg      | Orenbourg         | 14e                  | Olympics Sport Complex (1 500)      | 0      |
| ASK Nijni Novgorod       | Nijni Novgorod    | 15e                  | DS Zarechye Hall (1 500)            | 0      |
| Samotlor Nijnevartovsk   | Nijnevartovsk     | 16e                  | Zal Meždunarodnyh Vstreč (1 000)    | 0      |

## Palmarès
| Saison | Champion                           | Vice-champion            | Troisième                      |
| ------ | ---------------------------------- | ------------------------ | ------------------------------ |
| 1992   | Avtomobilist Saint-Pétersbourg (1) | MGTU Moscou              | Dynamo Moscou                  |
| 1993   | Avtomobilist Saint-Pétersbourg (2) | CSKA Moscou              | Dynamo Moscou                  |
| 1994   | CSKA Moscou (1)                    | Iskra Odintsovo          | Samotlor Nijnievartovsk        |
| 1995   | CSKA Moscou (2)                    | Lokomotiv Belgorod       | Avtomobilist Saint-Pétersbourg |
| 1996   | CSKA Moscou (3)                    | Belogorie Belgorod       | Samotlor Nijnievartovsk        |
| 1997   | Dynamo Belgorod (1)                | Izimroud Iekaterinbourg  | CSKA Moscou                    |
| 1998   | Dynamo Belgorod (2)                | Izimroud Iekaterinbourg  | CSKA Moscou                    |
| 1999   | Izimroud Iekaterinbourg            | Dynamo Belgorod          | Iskra-RVSN Odintsovo           |
| 2000   | Dynamo Belgorod (3)                | Izimroud Iekaterinbourg  | Iskra-RVSN Odintsovo           |
| 2001   | MGTU-Loujniki Moscou               | Izimroud Iekaterinbourg  | Iskra-RVSN Odintsovo           |
| 2002   | Lokomotiv Belgorod (4)             | MGTU-Loujniki Moscou     | Dynamo MGFSO Olymp Moscou      |
| 2003   | Lokomotiv Belgorod (5)             | Iskra Odintsovo          | Izimroud Iekaterinbourg        |
| 2004   | Lokomotiv Belgorod (6)             | Dynamo Moscou            | Dynamo Kazan                   |
| 2005   | Lokomotiv Belgorod (7)             | Dynamo Moscou            | Dynamo TatTransGaz Kazan       |
| 2006   | Dynamo Moscou (1)                  | Lokomotiv Belgorod       | Iskra Odintsovo                |
| 2007   | Dynamo TatTransGaz Kazan (1)       | Dynamo Moscou            | Iskra Odintsovo                |
| 2008   | Dynamo Moscou (2)                  | Iskra Odintsovo          | Dynamo TatTransGaz Kazan       |
| 2009   | Zenit Kazan (2)                    | Iskra Odintsovo          | Fakel Novy Ourengoï            |
| 2010   | Zenit Kazan (3)                    | Lokomotiv Belgorod       | Dynamo Moscou                  |
| 2011   | Zenit Kazan (4)                    | Dynamo Moscou            | Lokomotiv Belgorod             |
| 2012   | Zenit Kazan (5)                    | Dynamo Moscou            | Iskra Odintsovo                |
| 2013   | Belogorie Belgorod (8)             | Oural Oufa               | Zenit Kazan                    |
| 2014   | Zenit Kazan (6)                    | Lokomotiv Novossibirsk   | Belogorie Belgorod             |
| 2015   | Zenit Kazan (7)                    | Belogorie Belgorod       | Dynamo Moscou                  |
| 2016   | Zenit Kazan (8)                    | Dynamo Moscou            | Belogorie Belgorod             |
| 2017   | Zenit Kazan (9)                    | Dynamo Moscou            | Lokomotiv Novossibirsk         |
| 2018   | Zenit Kazan (10)                   | Zénith Saint-Pétersbourg | Dynamo Moscou                  |
| 2019   | Kouzbass Kemerovo                  | Zenit Kazan              | Fakel Novy Ourengoï            |
| 2020   | Lokomotiv Novossibirsk             | Zenit Kazan              | Kouzbass Kemerovo              |
| 2021   | Dynamo Moscou (3)                  | Zénith Saint-Pétersbourg | Lokomotiv Novossibirsk         |
| 2022   | Dynamo Moscou (4)                  | Lokomotiv Novossibirsk   | Zenit Kazan                    |
| 2023   | Zenit Kazan (11)                   | Dynamo Moscou            | Lokomotiv Novossibirsk         |
| 2024   | Zenit Kazan (12)                   | Dynamo Moscou            | Belogorie Belgorod             |

## Bilan par clubs
| Clubs                                                                     | Nb. de titres | Années                                                                 |
| ------------------------------------------------------------------------- | ------------- | ---------------------------------------------------------------------- |
| Dynamo-TatTransGaz Kazan/Zenit Kazan                                      | 12            | 2007, 2009, 2010, 2011, 2012, 2014, 2015, 2016, 2017, 2018, 2023, 2024 |
| Belogorie-Dynamo Belgorod/Lokomotiv-Belogorie Belgorod/Belogorie Belgorod | 8             | 1997, 1998, 2000, 2002, 2003, 2004, 2005, 2013                         |
| Dynamo Moscou                                                             | 4             | 2006, 2008, 2021, 2022                                                 |
| CSKA Moscou                                                               | 3             | 1994, 1995, 1996                                                       |
| Avtomobilist Saint-Pétersbourg                                            | 2             | 1992, 1993                                                             |
| UZM Izoumroud Iekaterinbourg                                              | 1             | 1999                                                                   |
| MGTU Moscou                                                               | 1             | 2001                                                                   |
| Kouzbass Kemerovo                                                         | 1             | 2019                                                                   |
| Lokomotiv Novossibirsk                                                    | 1             | 2020                                                                   |